# إليجاه جوي
إليجاه جوي (بالإنجليزية: Elijah Joy)‏ هو مغني أمريكي، ولد في 15 مايو 1985.